# دنطوان ألبي
دنطوان ألبي (الاسم العلمي:Danthonia alpina) هو نوع من النباتات يتبع جنس الدنطوان من الفصيلة النجيلية.